# Ungarische Magnatentracht

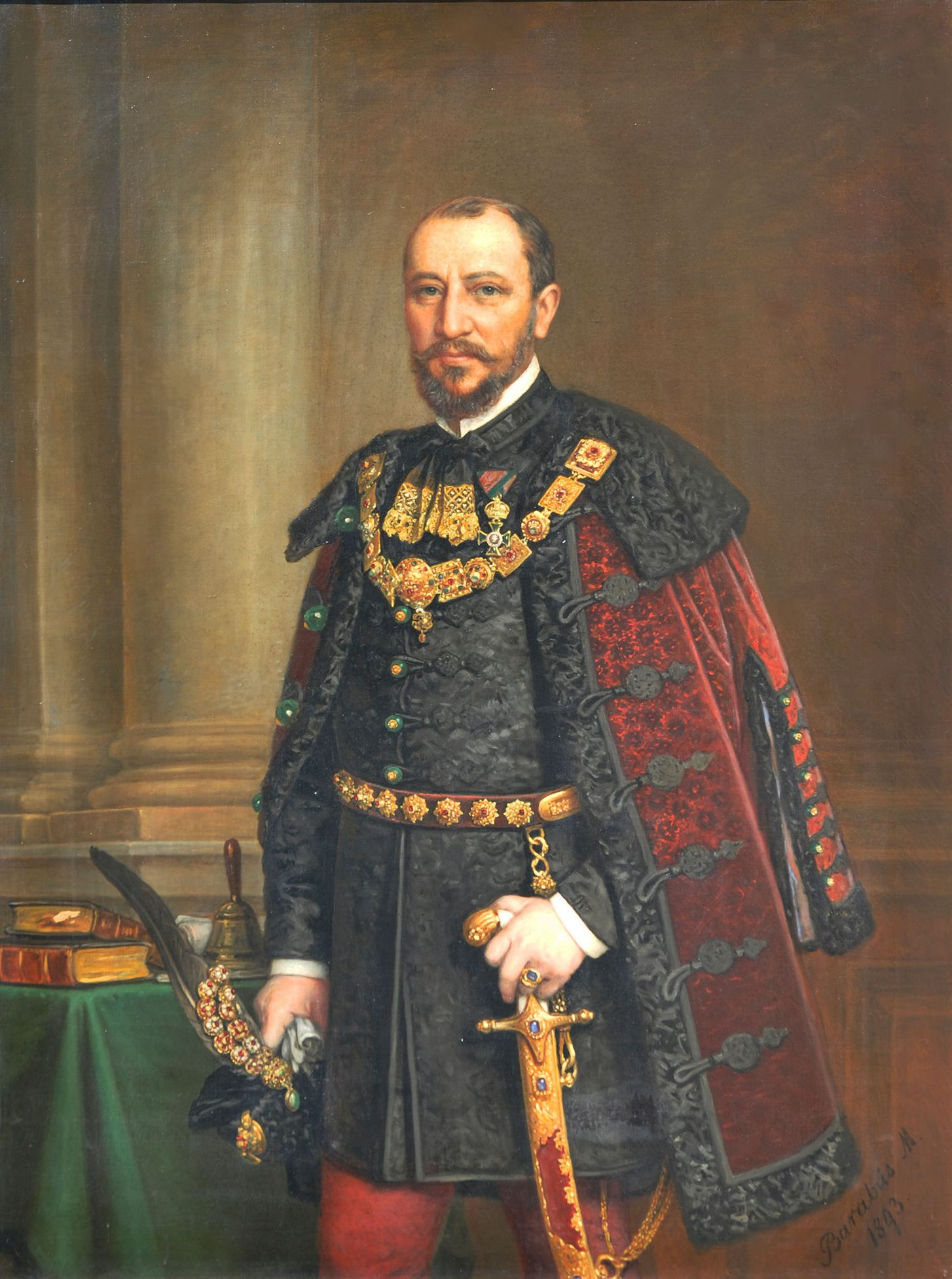
Béla Vay, Obergespan von Borsod, in ungarischer Magnatentracht

Die Ungarische Magnatentracht bzw. Ungarische Galatracht, ungarisch Díszmagyar ist eine im 19. Jahrhundert entwickelte Festkleidung des ungarischen Adels und des gehobenen und nationalbewussten ungarischen Bürgertums.

## Geschichte
Bereits im 17. Jahrhundert gab es im ehemaligen Königreich Ungarn Tendenzen zum Tragen einer ausgesprochen ungarischen Kleidung bzw. Tracht. Man kreierte Kleidungen nach Mustern der inzwischen aus dem Lande vertriebenen Türken. Aber es wurden auch Anleihen aus der Volkstracht entnommen. Aber ein tatsächlicher Erfolg dieser Kleidung stellte sich erst in der ersten Hälfte des 19. Jahrhunderts ein. In der Reformzeit sollte mit den tragen einer typischen ungarischen Kleidung auch eine politische Botschaft der Welt übermittelt werden. Mit dem Ende der Reformzeit waren die Grundsteine eines bürgerlichen Ungarns gelegt. In dieser Zeit war man bestrebt auch mit einer „künstlich entwickelten“ Kleidung das nationale Zusammengehörigkeitsgefühl der ungarischen Nation zu stärken.
Erstmals wurde diese Kleidung am 14. November 1814 in der Spanischen Hofreitschule zu Wien öffentlich vorgestellt. Vier Damen der Gesellschaft erschienen damals erstmals in der ungarischen Magnatentracht. Von ungarischen Magnaten getragen fiel diese Kleidung auch bei der Krönung von Kaiser Ferdinand den Gütigen (ung. V. Ferdinand) zum König von Ungarn am 28. September 1830 im St. Martinsdom zu Preßburg auf. Seither erschienen regelmäßig Bilder von dieser Kleidung in den verschiedensten Blättern der Modejournale der westlichen Länder. Selbst Kaiser Franz Joseph I. und Elisabeth, erschienen nach dem Österreichisch-Ungarischen Ausgleich am 8. Juni 1867 zur Krönung zu Königen von Ungarn in der Matthiaskirche zu Ofen in ungarischer Magnatentracht.
Um die Mitte des 19. Jahrhunderts entwickelte sich diese Art Kleidung zur Alltagskleidung der gehobenen Schichten in Ungarn. In späterer Zeit wurde diese Kleidung jedoch nur noch ausschließlich zu besonderen festlichen Anlässen getragen (Königskrönungen, Statsfeiertage, Audienzen bei Hofe etc.). Bis zum Zusammenbruch Österreich-Ungarns im Jahre 1918 wurde diese Kleidung auch als die „Galakleidung“ der ungarischen Aristokratie betrachtet. In der Zwischenkriegszeit wurde sie von konservativen Kreisen in Ungarn auch noch vereinzelt getragen, die Beliebtheit nahm jedoch rapide ab und nach 1945 war sie im „volksdemokratischen“ Ungarn als Kleidung der Bourgeoisie verpönt und kam gänzlich aus der Mode.

### Magnatentracht für Männer
Die Ungarische Magnatentracht ist in erster Linie eine Festkleidung für Herren, da diese am ehesten ihre historischen Formen, die bis in das 16. Jahrhundert zurückgehen, beibehalten hat. Die Hose wurde ursprünglich von der türkischen „Pluder-Hose“ (ung. kaftán-nadrág) entwickelt. Dazu gehört der Überrock eine häufig mit Pelz verbrämte Art Joppe (ung. mente), die mit einer Zierkette verbunden in der Regel nur über eine Schulter getragen wurde. Darunter trug man den sog. Dolman, eine mit Schnüren versetzte eng anliegende Jacke mit Stehkragen. Als Kopfbedeckung trug man eine Mütze (ung. „süveg“), die mit einem Federbusch verziert war. Als Accessoires zur Tracht gehörte eine Krawatte, ein Gürtel, ein Degen mit entsprechenden Halter und bis an die Knie reichende Stiefel. Zur Galatracht wurden Orden und Ehrenzeichen und teilweise sehr teurer Silberschmuck getragen. Die Ungarische Magnatentracht war sehr kostspielig und deshalb konnten sich solch eine Tracht nur sehr wohlhabende Leute leisten.

### Magnatentracht für Frauen
Die Magnatentracht für Frauen war wesentlich variabler, als die sehr konservativen Formen der Herren. Sie war eher an die aktuelle Mode angepasst. Zu Beginn des 19. Jahrhunderts waren die Formen vom Empire sehr beeinflusst, gefolgt von Biedermeier. Um 1860 wurden Krinoline-artige Formen modern. Lediglich die sog. „Hof-Gala“ der Ungarischen Magnatentracht für Frauen blieb in ihren Formen unverändert. Sie bestand aus einem aus dem Empire stammenden Kleid mit langer Schleppe und mit einer Damenschürze (ung. kötény). Als Kopfbedeckung wurde die sog. párta eine Art Kranz getragen. In vielen Fällen wurde die párta durch ein Kopftuch ersetzt.

## Bildergalerie

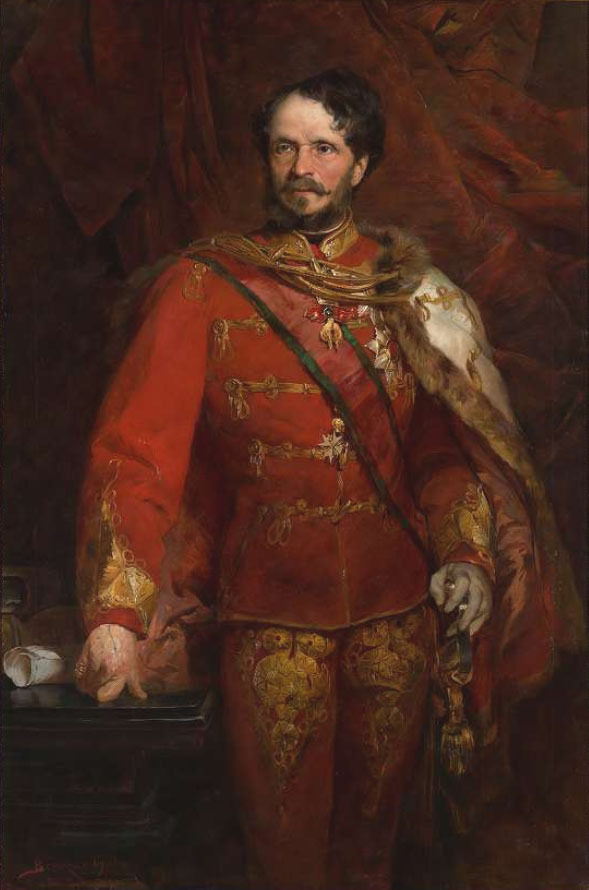
Gyula Graf Andrássy
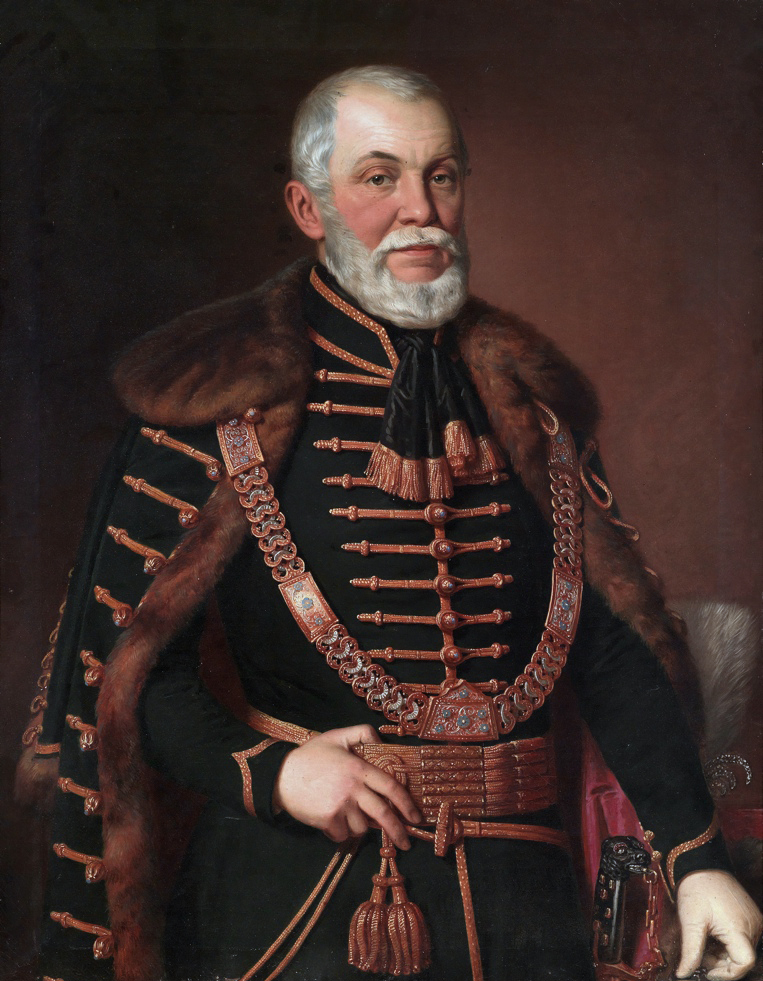
Antal Marczibányi
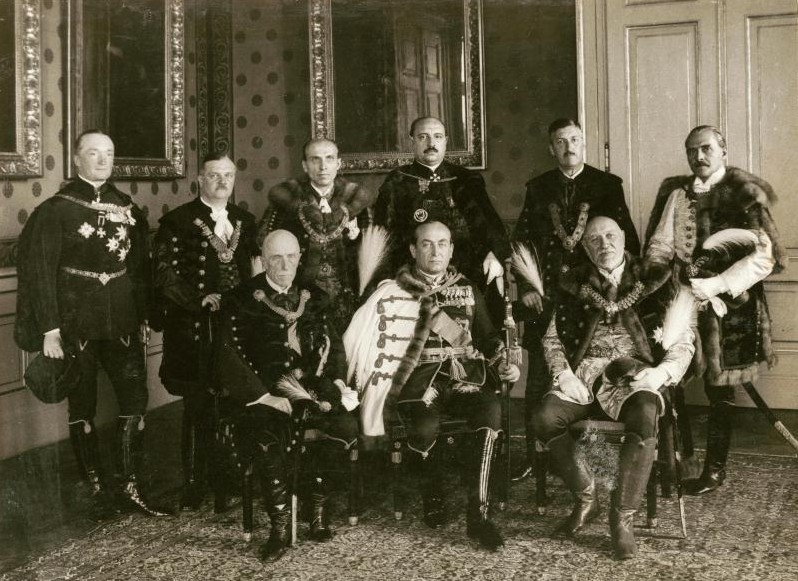
Kabinett Gyula Gömbös im Jahre 1932 (Gömbös untere Reihe in der Mitte)
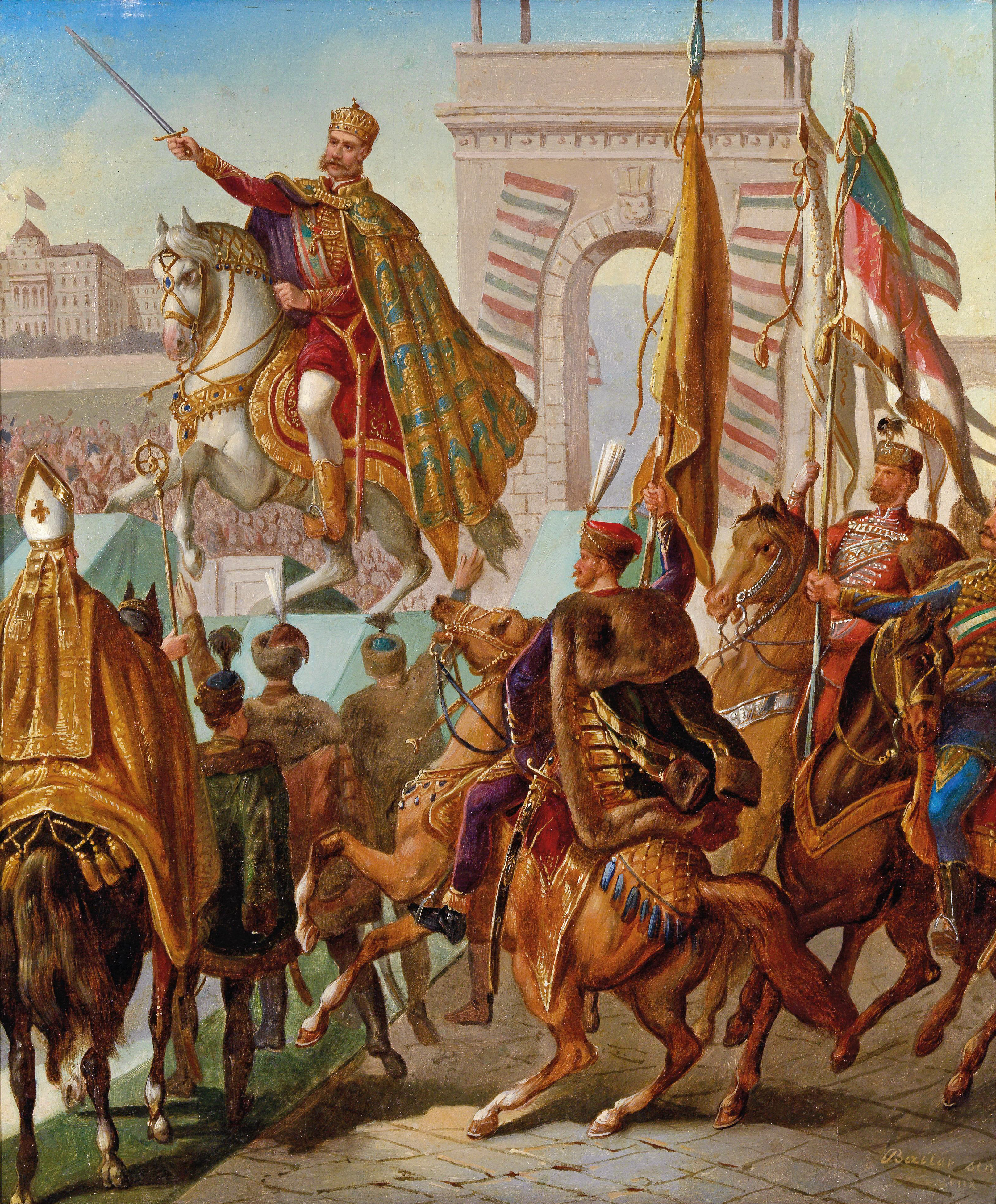
Franz Joseph I. auf dem Krönungshügel. Im Vordergrund der ungarische Adel in Magnatentracht.
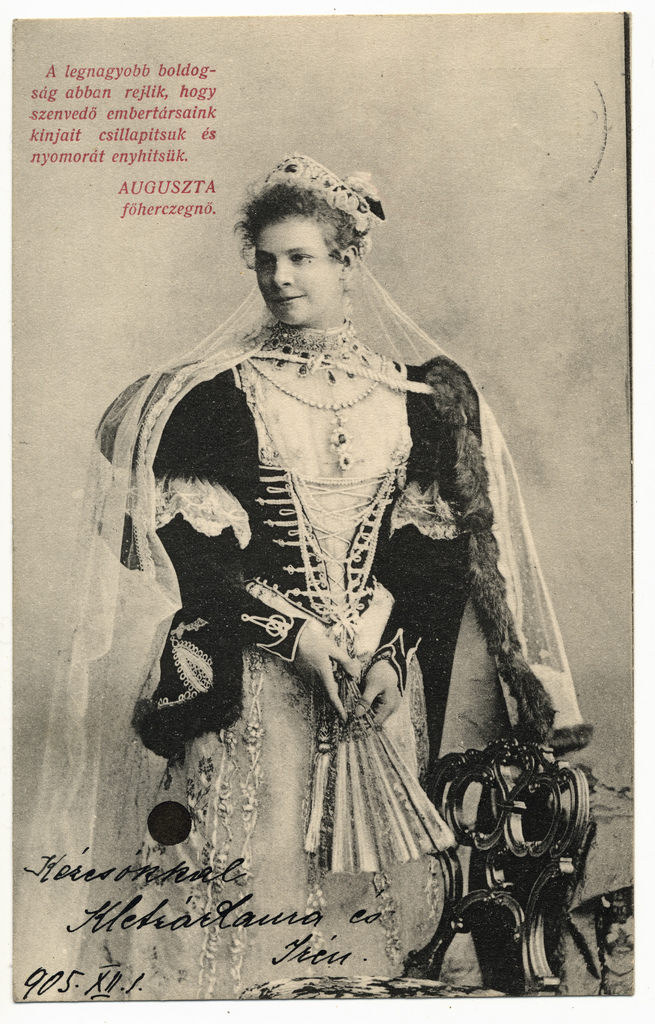
Erzherzogin Augusta
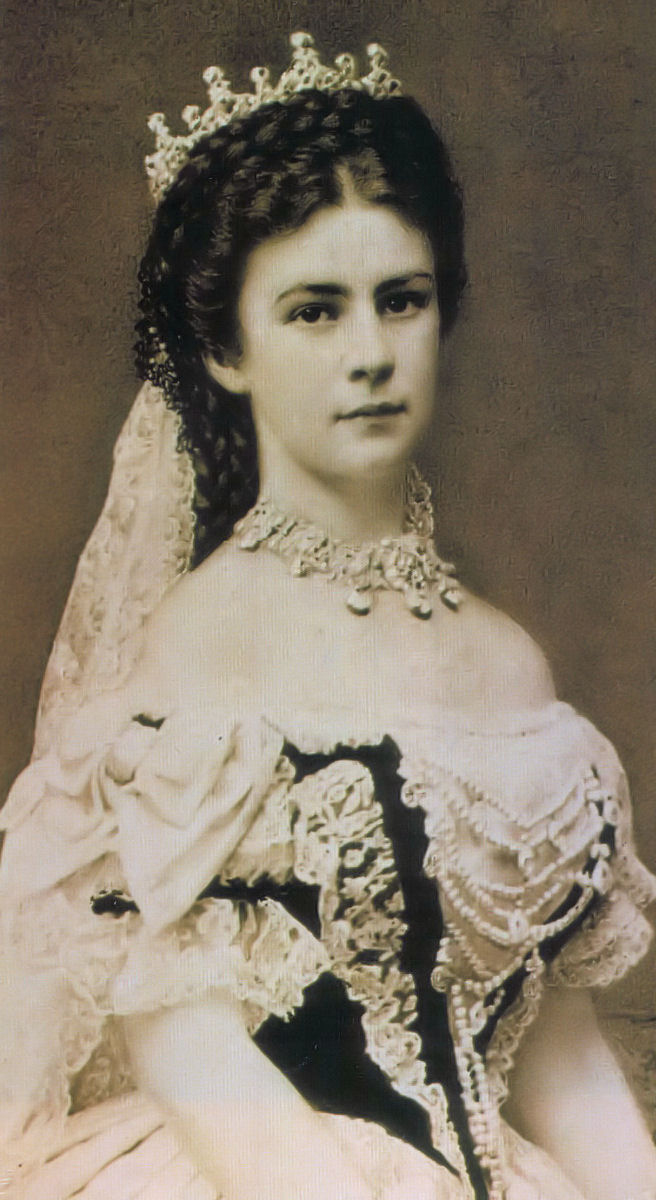
Königin Elisabeth von Ungarn
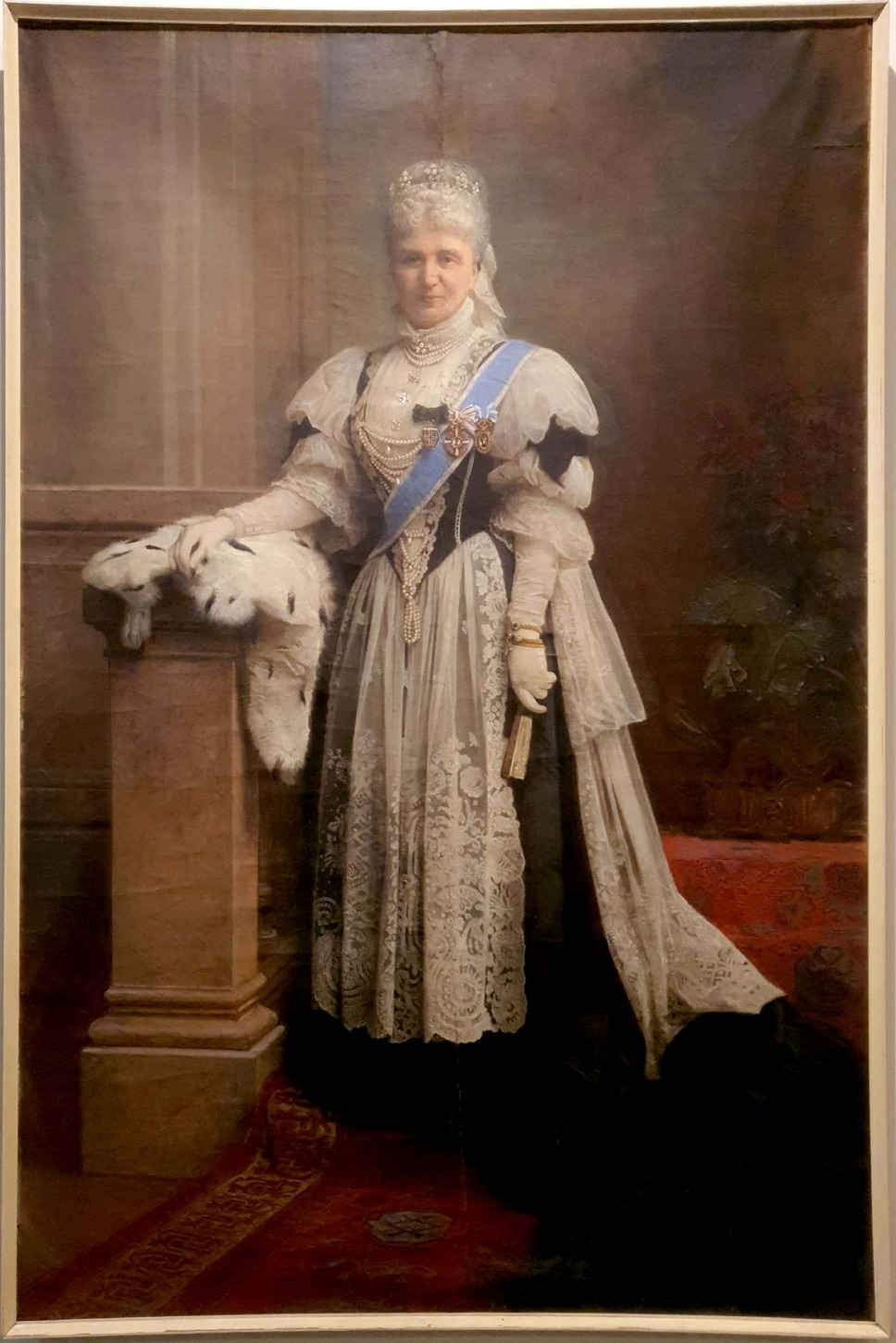
Ida Ferenczy
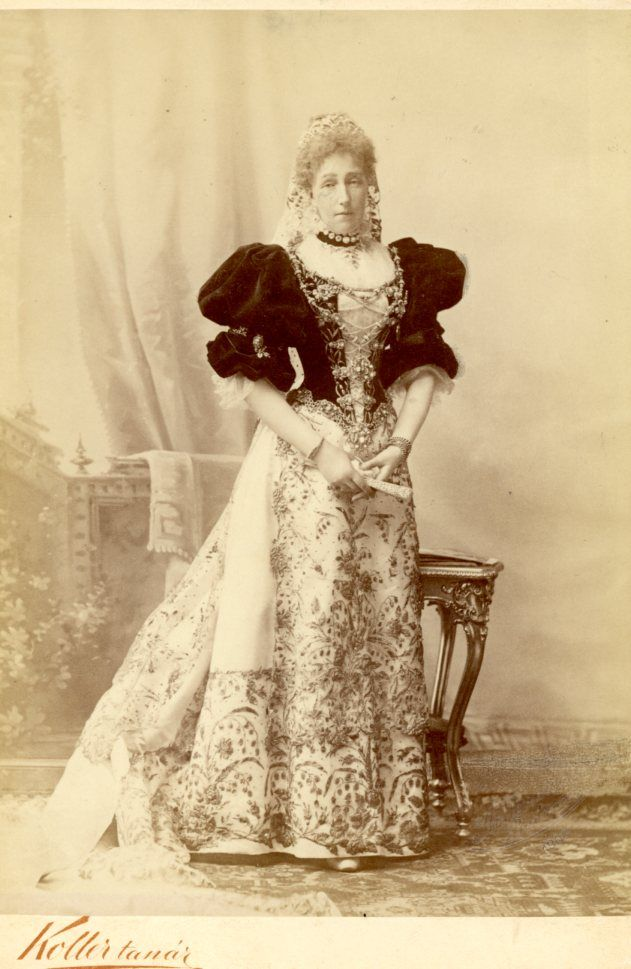
Stephanie von Belgien